# La Granja de la Costera
La Granja de la Costera és un municipi del País Valencià a la comarca de la Costera.
Limita amb Canals, Cerdà, Xàtiva, Llanera de Ranes, Novetlè, Rotglà i Corberà, Torrella i Vallés.

## Geografia
Situat en la costera de Ranes. La superfície del terme és plana, sense accidents d'importància.

## Història
Té el seu origen en una alqueria islàmica que passà a la família dels Ferrer. Com a lloc de moriscos pertanyé a la fillola de Xàtiva, comptava amb 26 focs el 1609. Després de l'expulsió dels moriscos romangué pràcticament deshabitada i Jaume Ferrer va concedir-li una nova carta de població el 1611.

## Demografia
El municipi comprèn l'antic lloc de Meneu.
| 1990 | 1992 | 1994 | 1996 | 1998 | 2000 | 2002 | 2004 | 2005 | 2007 | 2013 | 2021 |
| ---- | ---- | ---- | ---- | ---- | ---- | ---- | ---- | ---- | ---- | ---- | ---- |
| 385  | 363  | 364  | 363  | 357  | 360  | 355  | 342  | 351  | 339  | 382  | 281  |

## Economia
Els cultius més importants són els de regadiu, amb un predomini de la taronja i altres tipus de fruites.

## Alcaldia
Des de 2019 l'alcalde de la Granja de la Costera és José Miguel Marín Fernández del Partit Popular (PP).
| Període                       | Alcalde o alcaldessa         | Partit polític | Data de possessió | Observacions |
| ----------------------------- | ---------------------------- | -------------- | ----------------- | ------------ |
| 1979–1983                     | José Aznar Climent           | IV             | 19/04/1979        | --           |
| 1983–1987                     | José Aznar Climent           | PSPV-PSOE      | 28/05/1983        | --           |
| 1987–1991                     | Antonio Tomàs Mas            | UPV            | 30/06/1987        | --           |
| 1991–1995                     | Vicente Palop Climent        | UV             | 15/06/1991        | --           |
| 1995–1999                     | Vicente Palop Climent        | PP             | 17/06/1995        | --           |
| 1999–2003                     | Vicente Palop Climent        | PP             | 03/07/1999        | --           |
| 2003–2007                     | Vicente Palop Climent        | PP             | 14/06/2003        | --           |
| 2007–2011                     | Juan Carlos Garrido Calabuig | PSPV-PSOE      | 16/06/2007        | --           |
| 2011–2015                     | Juan Carlos Garrido Calabuig | PSPV-PSOE      | 11/06/2011        | --           |
| 2015–2019                     | Juan Carlos Garrido Calabuig | PSPV-PSOE      | 13/06/2015        | --           |
| 2019-2023                     | José Miguel Marín Fernández  | PP             | 15/06/2019        | --           |
| Des de 2023                   | n/d                          | n/d            | 17/06/2023        | --           |
| Fonts: Generalitat Valenciana |                              |                |                   |              |

## Monuments

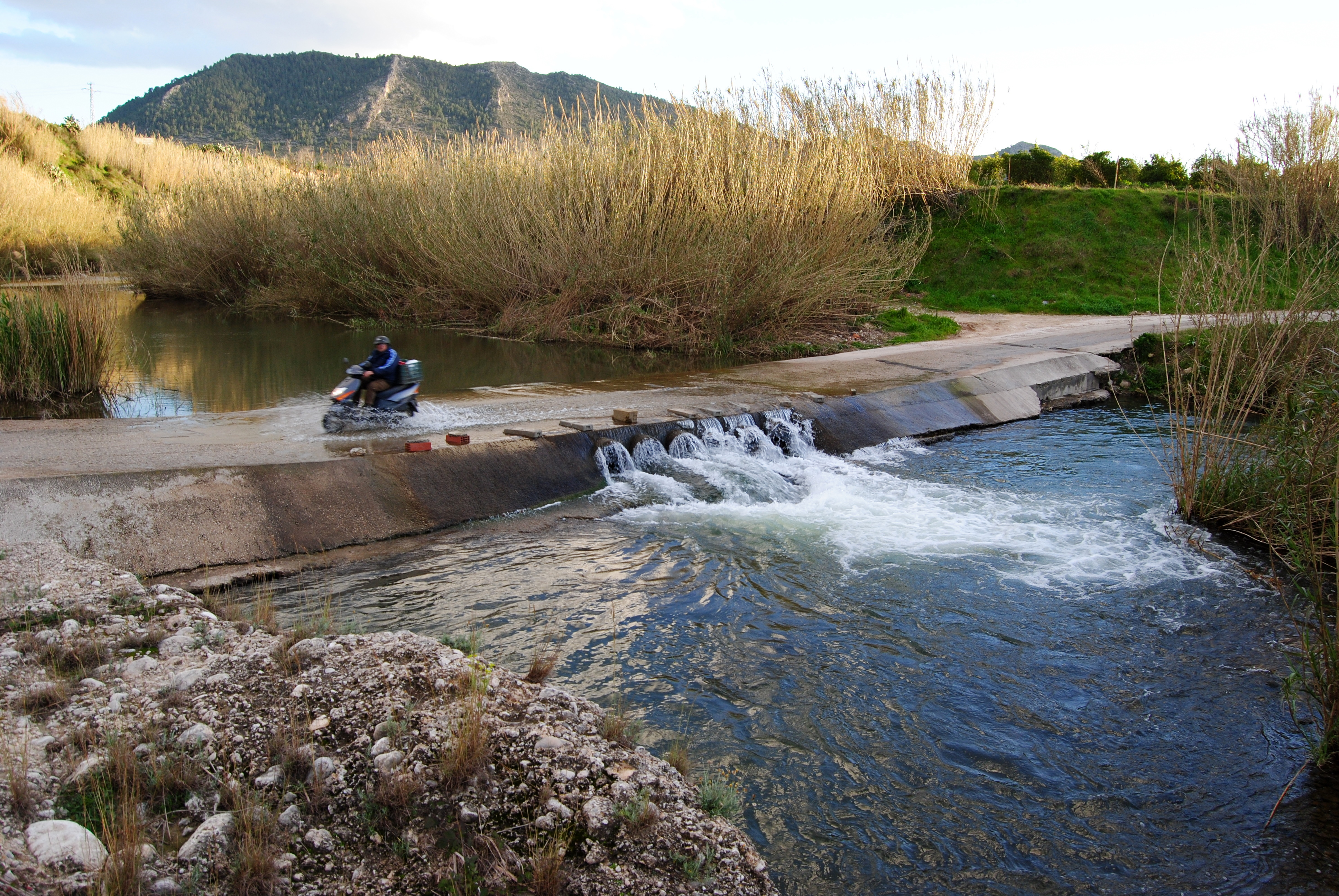
Riu Cànyoles, entre Xàtiva i la Granja de la Costera

- Església de Sant Francesc d'Assís, de la primera meitat del segle xviii és el seu únic monument ressenyable.

## Festes i celebracions
- Sant Francesc d'Assís. Se celebra el 10 d'agost amb caràcter de promesa per la protecció que es va obtenir durant el còlera que va assotar la comarca en 1890.
- Festes Patronals. Se celebren el dia 4 d'octubre en honor de Sant Francesc d'Assís, la Divina Aurora i el Santíssim Crist de la Victòria.